# 필로테우 수도원

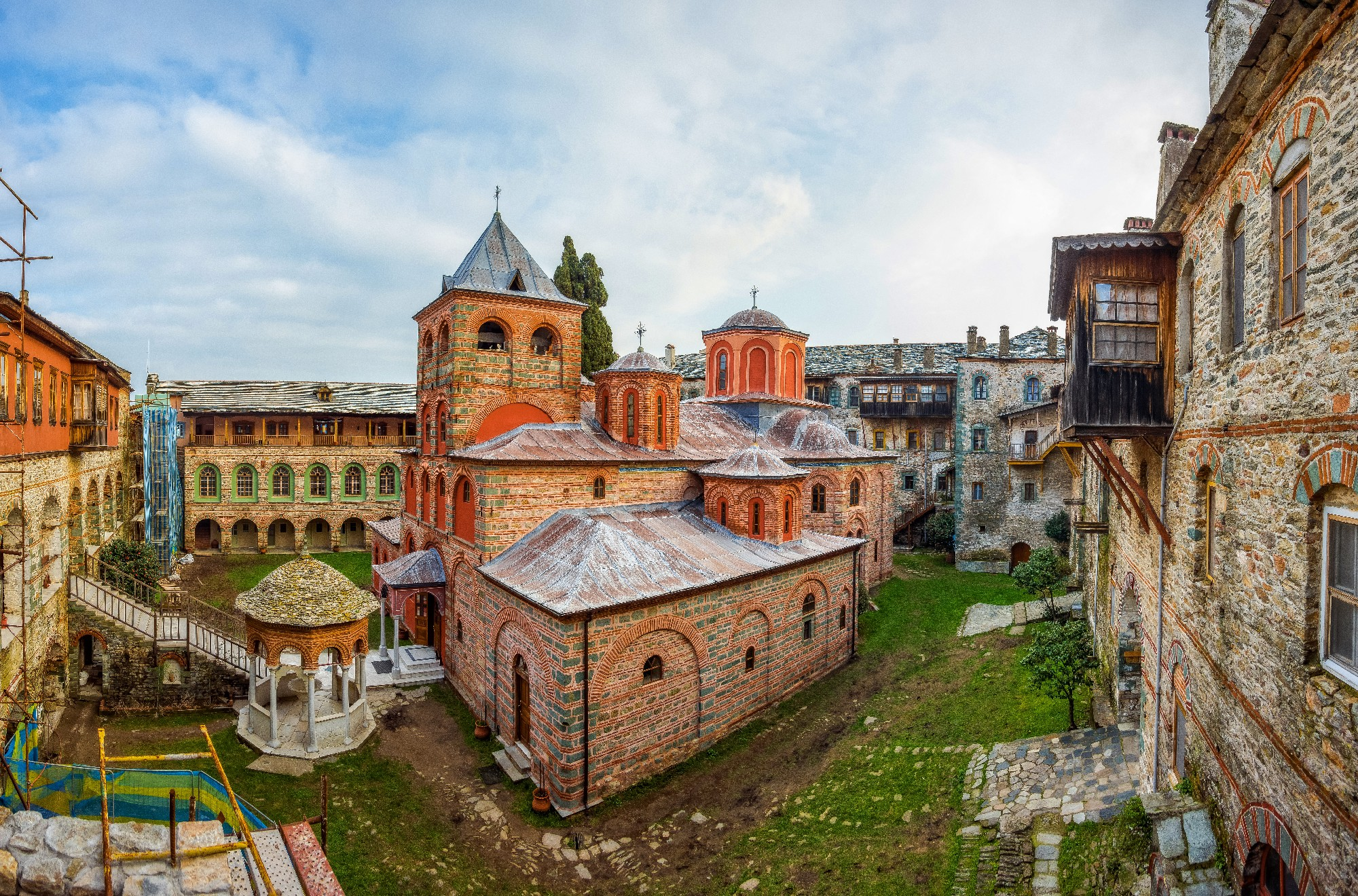

필로테우 수도원(그리스어: Μονή Φιλοθέου)은 그리스 아토스산 수도원 주에 있는 동방정교회 수도원이다. 이 수도원은 아토스 반도의 북동측에 위치한다. 이 수도원은 10세기 말에 은총의 필로테우스에 의해 설립되었다. 이 수도원은 아토니테 수도원들의 서열체계에서 열두 번째의 위계를 지닌다.
이 곳 도서관은 250 권의 필사본들과 2,500 권의 인쇄된 책들(그것들 중에 500 권은 러이아어와 루마니아어로 쓰임.)을 보유하고 있다.